# Коробківська сільська рада
Коробкі́вська сільська́ ра́да — адміністративно-територіальна одиниця та орган місцевого самоврядування в Каховському районі Херсонської області. Адміністративний центр — село Коробки.

## Загальні відомості
Коробківська сільська рада утворена в 1900 році.
- Територія ради: 0,98 км²
- Населення ради: 2 316 осіб (станом на 2001 рік)
- Територією ради протікає річка Дніпро

## Населені пункти
Сільській раді були підпорядковані населені пункти:
- с. Коробки

## Склад ради
Рада складалася з 17 депутатів та голови.
- Голова ради:
- Секретар ради: Морланг Валентина Василівна

### Керівний склад попередніх скликань
| Прізвище, ім'я, по батькові | Основні відомості                                                          | Дата обрання | Дата звільнення |
| --------------------------- | -------------------------------------------------------------------------- | ------------ | --------------- |
| Сегляник Ігор Володимирович | Сільський голова, 1964 року народження, член Соціалістичної партії України | 26.03.2006   | 31.10.2010      |

Примітка: таблиця складена за даними сайту Верховної Ради України

### Депутати
За результатами місцевих виборів 2010 року депутатами ради стали:

#### За суб'єктами висування
| Суб'єкт висування           | Кількість обраних депутатів | %    |
| --------------------------- | --------------------------- | ---- |
| Партія регіонів             | 14                          | 77,8 |
| Комуністична партія України | 4                           | 22,2 |

#### За округами
| № округу                    | Прізвище, ім'я, по батькові    | Дата визнання обраним | Освіта  | Партійна приналежність            | Відомості про обраного депутата                                                              |
| --------------------------- | ------------------------------ | --------------------- | ------- | --------------------------------- | -------------------------------------------------------------------------------------------- |
| Комуністична партія України |                                |                       |         |                                   |                                                                                              |
| 3                           | Ковальчук Антоніна Миколаївна  | 04.11.2010            | середня | позапартійна                      | Каховський державний агротехнічний коледж, завідувач здрав пунктом                           |
| 4                           | Гарболінська Раїса Василівна   | 04.11.2010            | середня | член Комуністичної партії України | Каховський державний агротехнічний коледж, викладач                                          |
| 11                          | Гура Людмила Володимирівна     | 04.11.2010            | вища    | позапартійна                      | Каховський державний агротехнічний коледж, економіст                                         |
| 18                          | Блищик Людмила Анатоліївна     | 04.11.2010            | вища    | позапартійна                      | Каховський державний агротехнічний коледж, викладач                                          |
| Партія регіонів             |                                |                       |         |                                   |                                                                                              |
| 1                           | Мацьків Світлана Тадиківна     | 04.11.2010            | вища    | позапартійна                      | Каховський державний агротехнічний коледж, викладач                                          |
| 2                           | Морланг Валентина Василівна    | 04.11.2010            | вища    | позапартійна                      | Коробківська сільська рада, секретар                                                         |
| 5                           | Гнатко Валентина Костянтинівна | 04.11.2010            | вища    | позапартійна                      | Каховський державний агротехнічний коледж, викладач                                          |
| 6                           | Димченко Марія Юріївна         | 04.11.2010            | середня | позапартійна                      | приватний підприємець                                                                        |
| 7                           | Дегурко Олена Юріївна          | 04.11.2010            | вища    | позапартійна                      | Фермерське господарство «Едельвейс-2», бухгалтер                                             |
| 8                           | Соромля Наталя Олексіївна      | 04.11.2010            | вища    | позапартійна                      | тимчасово не працює                                                                          |
| 9                           | Осипова Любов Олександрівна    | 04.11.2010            | вища    | позапартійна                      | Коробківська загальноосвітня школа ст. I-III, вчитель                                        |
| 10                          | Осіння Оксана Степанівна       | 04.11.2010            | середня | член Партії регіонів              | Коробківська сільське комунальне підприємство, бухгалтер                                     |
| 12                          | Шалигіна Світлана Василівна    | 04.11.2010            | вища    | позапартійна                      | Каховський державний агротехнічний коледж, викладач                                          |
| 13                          | Грицевич Ганна Іванівна        | 04.11.2010            | середня | позапартійна                      | Каховське районне споживче товариство, завідувачка магазину № 25                             |
| 14                          | Царелунге Світлана Анатоліївна | 04.11.2010            | середня | позапартійна                      | приватний підприємець                                                                        |
| 15                          | Дивульська Оксана Миколаївна   | 04.11.2010            | середня | позапартійна                      | Коробківська загальноосвітня школа ст. I-III, секретар — друкарка                            |
| 16                          | Гаран Наталія Іванівна         | 04.11.2010            | середня | позапартійна                      | Коробківський дошкільний навчальний заклад, вихователь                                       |
| 17                          | Новиков Микола Степанович      | 04.11.2010            | середня | позапартійний                     | Сільськогосподарське ТОВ «Таврійська перспектива», начальник Коробківської сільгосп дільниці |